# Jihlava Vnitřní Město

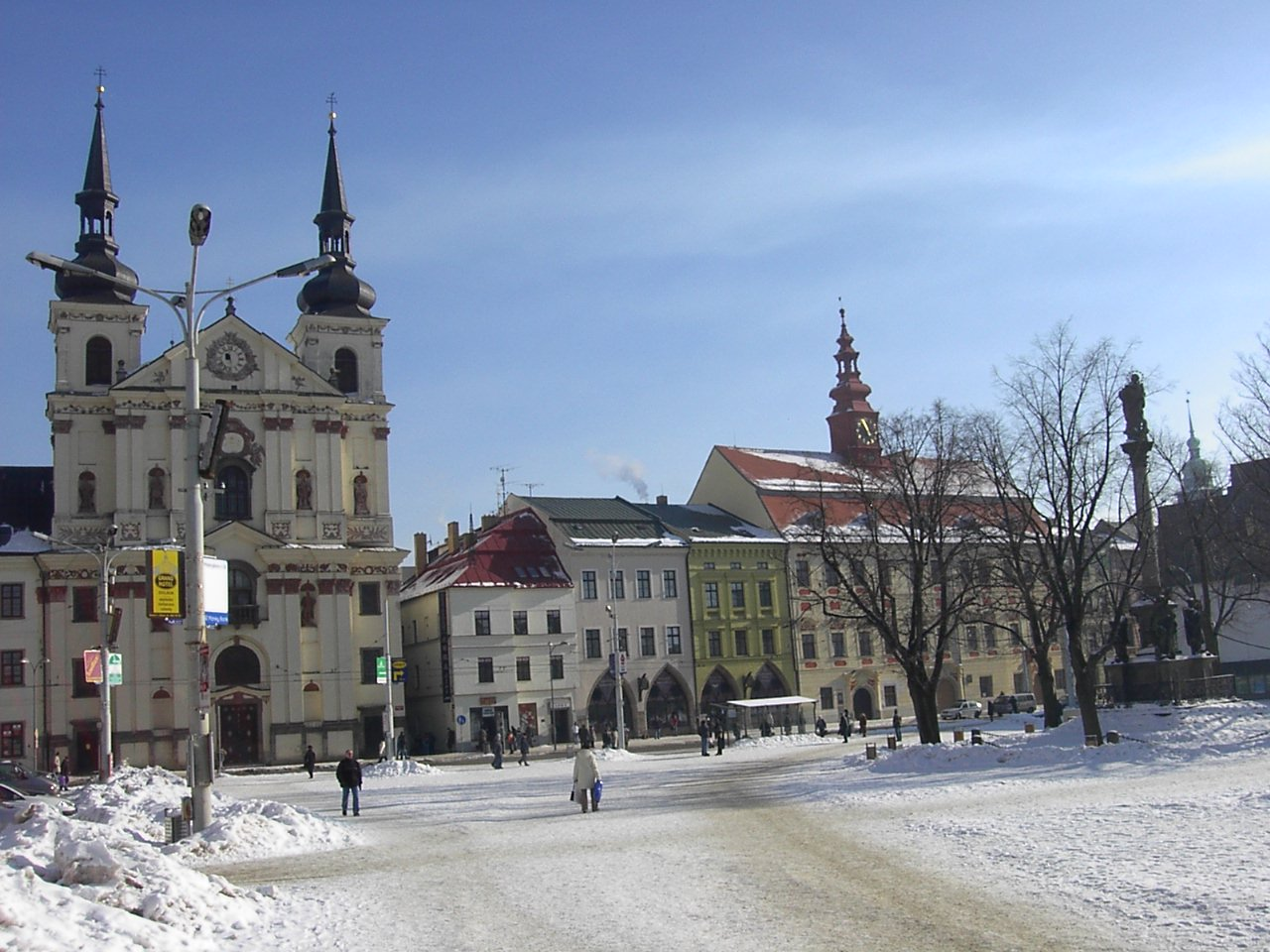
Masarykovo náměstí v bývalém jihlavském Vnitřním Městě

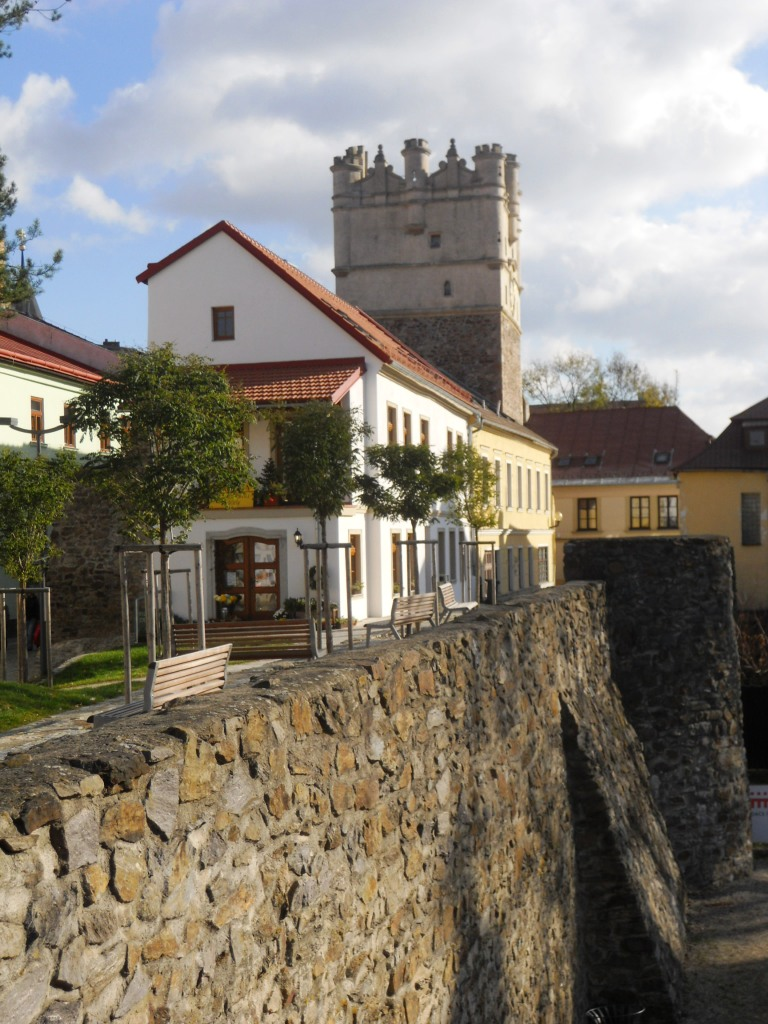
Část hradeb u brány Matky Boží

Jihlava Vnitřní Město bylo katastrální území o rozloze 31,64 hektarů, k jehož zrušení došlo roku 1950. Rozkládalo se asi 800 metrů jižně od řeky Jihlavy a zahrnovalo celé historické jádro statutárního města Jihlavy. V současnosti náleží celé k modernímu katastrálnímu území Jihlava a ačkoliv je obdobně jako historické jádro Brna od okolní zástavby urbanisticky stále dobře rozeznatelné, netvoří na rozdíl od něj úředně už ani samostatnou část obce, ale pouze samostatnou základní sídelní jednotku, náležející k jihlavské části Jihlava. Téměř celé bývalé k.ú. Jihlava Vnitřní Město je součástí jihlavské městské památkové rezervace.

## Městské opevnění
Na řadě míst podél bývalé hranice katastru se dochovaly úseky městských hradeb. Z původních pěti bran se do současnosti dochovala pouze Brána Matky Boží.

## Sousedící katastrální území
Katastrální území Jihlava Vnitřní Město sousedilo na západě s katastrálním územím Jihlava-Předměstí Matky Boží, na východě a jihovýchodě s katastrálním územím Jihlava-Brtnické Předměstí a na severu s katastrálním územím Jihlava-Špitálské Předměstí.